# Parquet

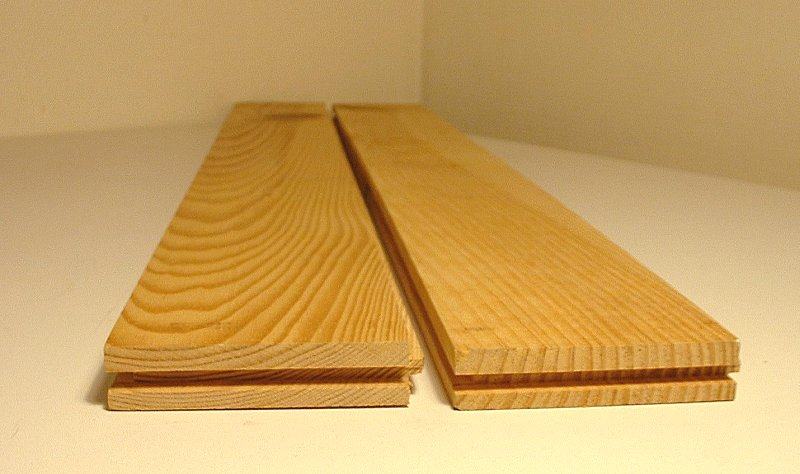
posts de parquet

El parquet o entarimat és un mosaic de fusta usat en terres ornamentals. El terme Parquet és un gal·licisme que descriu els llargs quadrats en diagonal que van ser usats al Palau de Versalles el 1684, com a parquet de menuiserie ("entarimat en fusta"), per reemplaçar el pis de marbre que era bastant tediós de conservar, ja que requeria rentats continus que ocasionava erosió entre les juntures de les plaques. Tals parquets en lozange van ser descrits per l'arquitecte suec Daniel Cronstrom tant a Versalles com al Gran Trianón el 1693.
Els tipus de fusta utilitzades als entarimats varien tant en color com en textura, sent els més comuns:
- Caoba
- Roure
- Pi
- Auró
- Noguer
- Cirerer

L'entarimat de caoba és potser un dels més costosos i el que brinda el major colorit. Alguns dissenys inclouen diferents tipus de fustes que agreguen tonalitats exòtiques a terra. Als entarimats moderns s'usen làmines de bambú.
Els patrons usats en la majoria d'entarimats es constitueixen de figures geomètriques i angulars: quadrats, rombes, triangles; algunes vegades basats en geometries fractals. Alguns dissenys nous (corbs i irregulars), es veuen en allotjaments d'estil Barroc en palaus del nord d'Itàlia, Alemanya i Àustria. Similars dissenys es poden trobar en el maison de plaisance Schloss Benrath a prop de Dusseldorf, el palau La Soledad a prop de Stuttgart i el Palau de Belvedere a Viena.